# Reno-Air-Race-Flugzeugunglück 2011
Beim Reno-Air-Race-Flugzeugunglück in Reno im US-Bundesstaat Nevada stürzte am 16. September 2011 ein Flugzeug des Typs North American P-51 während des Reno Air Race vor einer Zuschauertribüne ab. Dabei starben der Pilot und zehn Zuschauer, weitere 68 Personen wurden zum Teil schwer verletzt.

## Unfallhergang
Der 74-jährige US-amerikanische Pilot Jimmy Leeward steuerte sein Flugzeug während des Unlimited-Wettbewerbs um den Parcours. In der dritten Runde lag Leeward vor dem letzten Pylon Nr. 9 an dritter Stelle, als er bei einer Geschwindigkeit von 445 kn (ca. 820 km/h) in einer Linkskurve die Kontrolle verlor, in einer rechtsdrehenden Rolle die „Showline“ im Steigflug überflog und im weiteren Verlauf der Rolle direkt vor der Haupttribüne in steilem Winkel in den Zuschauerbereich abstürzte.
Der Untersuchungsbericht gab für die vertikale Komponente der Rolle eine Beschleunigung von bis zu 17,3g an – eine Belastung, die für den Piloten innerhalb einer Sekunde zur Bewusstlosigkeit geführt haben muss.

## Fluggerät
Die eingesetzte North American P-51 (USAAF-Seriennummer: 44-15651) war ein einsitziges Ganzmetall-Jagdflugzeug aus der Zeit des Zweiten Weltkriegs und wurde am 23. Dezember 1944 an die United States Army Air Forces ausgeliefert. Nach der Ausmusterung am 25. Oktober 1945 kauften Bruce Raymond und Steve Beville die Maschine, die anschließend mit der Startnummer 77 (Luftfahrzeugkennzeichen: NX79111) bei den Cleveland Races eingesetzt wurde und in den Jahren 1946 bis 1949 immer einen vorderen Platz belegte. Bereits 1946 erhielt das Flugzeug den Namen Galloping Ghost in Anlehnung an den Spitznamen des US-Football-Stars Red Grange. Der Name sollte jedoch zwischenzeitlich noch öfters wechseln. Nach mehrmaligem Besitzerwechsel wurde das Flugzeug von Leeward in den 1980er Jahren erworben und stand seitdem im Hangar in Ocala. Er begann 2008 mit umfassenden Renovierungsarbeiten an der Maschine und nahm auch umfassende Veränderungen vor. So kürzte er die Tragflächen von 11,28 Meter auf 8,81 Meter, verkürzte das Innere des Cockpits und setzte ein modifiziertes Kühlsystem für den Antrieb ein, wodurch sich die Leistung des Packard Merlin V-1650-7 von 1.719 PS (ca. 1.300 kW) auf 3.852 PS (ca. 2.800 kW) erhöhte.

## Ursache
Mitarbeiter der US-amerikanischen Verkehrsbehörde National Transportation Safety Board nahmen umgehend am 17. September 2011 die Untersuchungen auf.

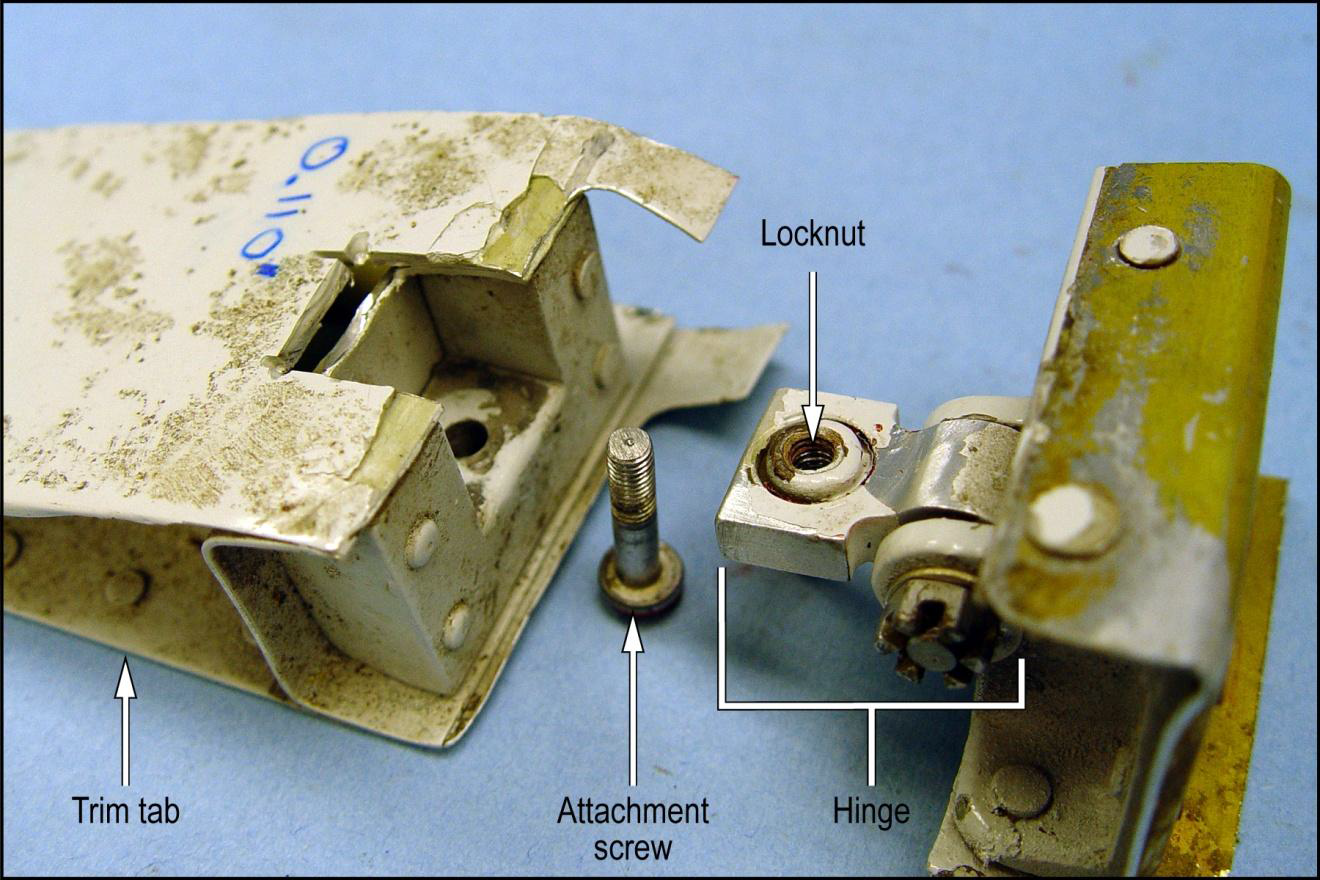
NTSB-Foto vom Trimmruder

Aufgrund von Videoaufzeichnungen und Fotografien wurde festgestellt, dass sich ein Trimmruder des Höhenleitwerks gelöst hatte.
Am 27. August 2012 teilte die Behörde erste Ergebnisse mit. Demnach war der Unfall eine Kombination von Änderungen am Flugzeug, unterlassenen Tests und einer lockeren Schraubverbindung aufgrund einer wiederverwendeten selbstsichernden Mutter im Bereich des Höhenleitwerks.

„Our investigation revealed that this pilot, in this airplane, had never flown at this speed, on this course. […] We are issuing a safety recommendation to ensure that pilots and their modified airplanes are put through their paces prior to race day.“

Bereits 1998 verlor eine andere umgebaute P-51, die Voodoo Chile, das linke Trimmruder während des Rennens in Reno. Der Pilot „Hurricane“ Bob Hannah, ein ehemaliger Motocross-Weltmeister, konnte das Flugzeug nach einem Blackout bei 10g und nach einem rasanten Steigflug auf 9.000 ft (ca. 2.700 m) wieder unter Kontrolle bringen und sicher landen.

## Mediale Rezeption
Das Unglück wurde in Mayday – Alarm im Cockpit, Folge 170 unter dem Titel Luftrennen in den Tod (Death Race) in Episode 1 der Staffel 19 nachgestellt. Dort wurden das Unglück und die nachfolgenden Ermittlungen dramaturgisch aufgearbeitet.